# Germán Ré
Germán David Ré (n. Villa Gobernador Gálvez, Santa Fe, Argentina, 2 de noviembre de 1981) es un exfutbolista argentino. Jugaba de defensa.

## Trayectoria

### Club Atlético Newell's Old Boys
En 2002 debutó en Newell's Old Boys de Argentina. En el segundo semestre de 2004 obtuvo su primer título con Américo Gallego: el Torneo Apertura 2004.
Con más de 200 encuentros disputados, a fines de 2008 se transformó en uno de los referentes del plantel, llevando la cinta de capitán en varias oportunidades.

### Estudiantes de La Plata
A principios de 2009 fue transferido a Estudiantes de La Plata y formó parte del plantel que se consagró campeón de la Copa Libertadores. A fines de ese año el conjunto Pincha disputó la Copa Mundial de Clubes de la FIFA, en la que Ré fue titular en la semifinal, en la que Estudiantes venció por 2 a 1 a Pohang Steelers, y en la final, en la que Estudiantes cayó en tiempo suplementario por 2 a 1 ante el FC Barcelona.
También formó parte del equipo campeón del Torneo Apertura 2010, consolidándose como un baluarte en la defensa pincharrata.

### Atlético Rafaela
En enero de 2015, dejó Estudiantes de La Plata y se incorporó al plantel profesional del club Atlético Rafaela.

### Chacarita Juniors
A principios del 2016 ficha por el club de Villa Maipú. Año y medio después lograría el ascenso a la Primera División tras quedar en segundo lugar. 

### Villa San Carlos
Fichó con el club el 9 de agosto de 2019 para disputar la B metropolitana con el club de Berisso y jugó hasta su retiro en 2020.

## Selección nacional
Ré fue convocado por Alfio Basile para ser parte del plantel de la Selección de Argentina que disputó algunos encuentros de Eliminatorias Sudamericanas para el Mundial de 2010, aunque no tuvo minutos en cancha.

## Clubes
| Club              | País      | Año       | PJ  | Goles |
| ----------------- | --------- | --------- | --- | ----- |
| Newell's Old Boys | Argentina | 2002-2008 | 205 | 5     |
| Estudiantes (LP)  | Argentina | 2009-2014 | 164 | 2     |
| Atl. Rafaela      | Argentina | 2015      | 28  | 0     |
| Chacarita Jrs.    | Argentina | 2016-2019 | 98  | 1     |
| Villa San Carlos  | Argentina | 2019-2020 | 15  | 0     |

## Palmarés

### Campeonatos nacionales
| Título           | Club                    | País      | Año    |
| ---------------- | ----------------------- | --------- | ------ |
| Primera División | Newell's Old Boys       | Argentina | A-2004 |
| Primera División | Estudiantes de la Plata | Argentina | A-2010 |

### Campeonatos internacionales
| Título            | Club                    | Sede           | Año  |
| ----------------- | ----------------------- | -------------- | ---- |
| Copa Libertadores | Estudiantes de La Plata | Belo Horizonte | 2009 |

### Otros logros
| Logro             | Club              | País      | Año  |
| ----------------- | ----------------- | --------- | ---- |
| Ascenso a Primera | Chacarita Juniors | Argentina | 2017 |